# بیماریهای ماهیان پرورشی
بیماری‌های ماهیان پرورشی کتابی از بابا مخیر است که در سال ۱۳۶۴ منتشر و در مراسم کتاب سال جمهوری اسلامی ایران به‌عنوان کتاب برگزیده معرفی شد.